# Tumore della colonna vertebrale
I tumori della colonna vertebrale sono neoplasie localizzate nel midollo spinale. I tumori extradurali sono più comuni delle neoplasie intradurali.
A seconda della loro posizione, i tumori del midollo spinale possono essere:
- Extradurale - al di fuori del rivestimento della dura madre (il più comune)
- Intradurale - parte della dura 
  - Intramidollare - all'interno del midollo spinale
  - Extramidollare: all'interno della dura, ma all'esterno del midollo spinale

## Sintomi
Il dolore è il sintomo più comune. I sintomi osservati sono dovuti alla compressione del nervo spinale e all'indebolimento della struttura vertebrale. L'incontinenza e la diminuzione della sensibilità nell'area dei glutei sono generalmente considerati segni premonitori della compressione del midollo spinale da parte del tumore. Altri sintomi della compressione del midollo spinale comprendono debolezza degli arti inferiori, perdita sensoriale, intorpidimento delle mani e delle gambe e paralisi ad insorgenza rapida. La diagnosi dei tumori primari del midollo spinale è molto difficile, principalmente a causa dei suoi sintomi, che tendono ad essere erroneamente attribuiti a malattie spinali degenerative più comuni e benigne.
La compressione del midollo spinale si trova comunemente in pazienti con neoplasie metastatiche. Il mal di schiena è un sintomo principale della compressione del midollo spinale in pazienti con neoplasie note. Potrebbe richiedere una scintigrafia ossea per confermare o escludere eventuali metastasi spinali. La rapida identificazione e l'intervento chirurgico per tumori spinali maligni, spesso a causa della compressione del midollo spinale, è la chiave per il mantenimento della qualità della vita nei pazienti.

## Patologia
I tumori extradurali sono per lo più metastasi di tumori primari (comunemente cancro al seno, alla prostata e ai polmoni). I tumori intradurali possono essere classificati come intramidollare (all'interno del parenchima spinale) o extramidollare (all'interno della dura, ma al di fuori del parenchima spinale).
I tumori extramidollari sono più comuni dei tumori endomidollari.
I tumori extramidollari comuni comprendono meningiomi, schwannomi, ependimomi extramidollari, emangioblastomi, mentre i tumori endomidollari comprendono gli astrocitomi e gli ependimomi intramidollari.

## Diagnosi
La diagnosi dei tumori primari del midollo spinale è difficile, principalmente a causa dei loro sintomi, che nelle fasi iniziali riproducono malattie spinali degenerative più comuni e benigne. La risonanza magnetica e la scansione ossea sono gli studi d'elezione. È possibile così valutare non solo la posizione del tumore(i), ma anche la loro relazione con il midollo spinale e il rischio di compressione del midollo spinale.
I tumori spinali sono rari nei pazienti pediatrici con la maggior parte delle diagnosi effettuate intorno all'età di 11 anni.

## Trattamento
- Gli steroidi (ad es. Corticosteroidi )[3] possono essere somministrati se c'è evidenza di compressione del midollo spinale. Questi non influiscono sulla massa tumorale stessa, ma tendono a ridurre la reazione infiammatoria attorno ad essa, e quindi a ridurre il volume complessivo della massa che colpisce il midollo spinale.
- La radioterapia può essere utilizzata su pazienti con tumori maligni. Le radiazioni vengono di solito erogate al segmento interessato nel midollo spinale e al segmento non coinvolto sopra e sotto quello coinvolto.[3]
- La chirurgia è a volte possibile. Gli obiettivi del trattamento chirurgico per i tumori spinali possono includere diagnosi istologica, controllo locale del tumore o cura oncologica, cura del dolore, decompressione del midollo spinale e ripristino della funzione neurologica, ripristino della stabilità della colonna vertebrale e rettificazione della deformità.[3] I tumori extramidollari sono più suscettibili alla resezione rispetto ai tumori endomidollari.[1]
- La combinazione di un approccio chirurgico “minimal invasive" e radioterapia o chemioterapia è una nuova tecnica per il trattamento di tumori spinali.[9] Questo trattamento può essere adattato in particolare per il tumore della colonna vertebrale, metastatico o primario.[10]
- Alcuni suggeriscono che la chirurgia decompressiva diretta combinata con la radioterapia postoperatoria, fornisce risultati migliori rispetto al trattamento con la radioterapia da sola per i pazienti con compressione del midollo spinale a causa di cancro metastatico.[11][12] È anche importante prendere in considerazione la prognosi dei pazienti e il loro stato di deambulazione al momento della diagnosi con trattamenti personalizzati di conseguenza.[4]